# 南郷サマージャズフェスティバル
南郷サマージャズフェスティバル（なんごうサマージャズフェスティバル、Nango Summer Jazz Festival）は、毎年7月に青森県八戸市南郷で開催されている、日本のジャズ・フェスティバルである。

## 概要
1990年（平成2年）、当時の南郷村の地域振興を目的に始まった。
第1回の開催は、南郷村立村民総合体育館（現 八戸市南郷体育館）を会場に「第1回 オータムジャズフェスティバルin南郷'90」として開催された。第1回の成功をきっかけに、翌年からは会場を隣接のカッコーの森エコーランド屋外ステージに移し、イベント名を「南郷サマージャズフェスティバル」として開催している。毎年2000人から5000人が来場する。
前日には会場であるカッコーの森エコーランド屋外ステージにて出演者による前夜祭が行われる。

## 会場へのアクセス
毎年、ジャズ・フェス当日には東日本旅客鉄道（JR東日本）・青い森鉄道八戸駅、八戸市中心市街地から会場までの無料シャトルバスが運行される。

## 出演者の記録
| 開催回                                                             | 開催年月日           | 出演者 | MC                       |  |
| ------------------------------------------------------------------ | -------------------- | --- | ------------------------ |  |
| 第1回                                                              | 1990年10月12日（金） | - *早稲田大学ハイ・ソサエティ・オーケストラ - 慶應義塾大学ライト・ミュージック・ソサエティ - スペシャルゲスト 猪俣猛、荒川康男、高橋達也、西直樹、水町理沙 |                          |  |
| 第2回                                                              | 1991年7月27日（土）  | - ジャッキー・マクリーン・クインテット ジャッキー・マクリーン、ルネ・マクリーン、ホステップ・アイドリス・ガレタ、ナット・リーブス、カール・アレン - レス・マッキャン・クインテット レス・マッキャン、ジェフ・エリオット、トニー・セント・ジェームス、リチャード・テイラー - 杉村彰とスウィングキャッツ - スーパー・ジャズ・トリオ 日野元彦、本田竹廣、鈴木良雄 |                          |  |
| 第3回                                                              | 1992年7月25日（土）  | - 日野皓正カルテット 日野皓正、日野元彦、竹下清志、坂井紅助 - アメリカン・レディース・ビッグバンド |                          |  |
| 第4回                                                              | 1993年7月24日（土）  | - ポンチョ・サンチェス・ジャズ・バンド - ロイ・ハーグローヴ・クインテット ロイ・ハーグローヴ、ロン・バードン、マーク・キャリー、ロドニー・ウィテカー、グレゴリー・ハッチンソン - 大西順子トリオ 大西順子、俵山昌之、原大力 |                          |  |
| 第5回                                                              | 1994年7月23日（土）  | - 長谷川健&ジャズオーケストラ - カール・アレン・トリオwithシャーリーン・ドーン カール・アレン、サイラス・チェスナット、スティーヴ・カービー、シャーリーン・ドーン - セルジオ・サルバトーレ・カルテット セルジオ・サルバトーレ、ルチアーノ・サルバトーレ、ジョイ・アンダーソン、ジョン・ライリー - タイロン橋本&土岐英史ソウルグループ タイロン橋本、土岐英史、アレックス・フロンティーラー、西山史生、ロドニー・ドラマ、マーティー・ブレイシー - 日野皓正 ジョージ川口&三大ドラム合戦 日野皓正、ジョージ川口、日野元彦、カール・アレン、中村誠一、サイラス・チェスナット、スティーヴ・カービー |                          |  |
| 第6回                                                              | 1995年7月22日（土）  | - 五十嵐一生クインテット 五十嵐一生、竹内直、納谷嘉彦、俵山昌之、大坂昌彦 - ジーン・ハリス・カルテット ジーン・ハリス、ロン・エシュッテ、ルーサー・ヒューズ、ポール・ハンフリー - 北村英治クインテット&CHIKA 北村英治、CHIKA、田辺信雄、小川俊彦、池沢行雄、渡辺毅 - ザ・シュープリームス&ソウル・グループ - ジミー・ヒース&ナット・アダレイ ニューヨークオールスターズ |                          |  |
| 第7回                                                              | 1996年7月20日（土）  | - 木住野佳子トリオ 木住野佳子、加藤真一、岩瀬立飛 - 鈴木重子&甲斐恵美子ボサノバグループ 鈴木重子、甲斐恵美子、山田晃路、塩本彰、磯味博、海沼正利 - ジニー・ブライソン&テッド・ブランカートー・トリオ ジニー・ブライソン、テッド・ブランカートー、リック・クレイン、ペイトン・クロスリー - ワールズ・グレイテスト・ジャズバンド ランディ・サンケ、ジョン・ケルソー、ジョージ・マッソー、イラ・ヌパス、ケン・ペプロウスキー、ボブ・ハガート、ジョン・バンチ、ブッチ・マイルス、バヌー・ギブソン - ジャッキー・マクリーン&フレディ・ハバード ニューヨークスペシャル ジャッキー・マクリーン、フレディ・ハバード、マーク・ジョンソン、アイラ・コールマン                                                                                |                          |  |
| 第8回                                                              | 1997年7月20日（土）  | - 椎名豊トリオ&原朋直 椎名豊、原朋直、広瀬潤次、中村健吾 - 大橋美加&松尾明トリオ 大橋美加、松尾明、上羽康史、二村希一 - マル・ウォルドロン&中山英二南郷ジャズ・スペシャル・グループ - 渡辺貞夫カルテット+3 渡辺貞夫、小野塚晃、納浩一、小池修、石川雅春、原朋直、村田陽一 - サウンズ・オブ・ブラックネス |                          |  |
| 第9回                                                              | 1998年7月19日（土）  | - 山田穣カルテット 山田穣、今泉正明、杉本智和、広瀬潤次 - ニーナ・フリーラン&マイケル・アービントリオ - 中山英二カルテット&大倉正之助 中山英二、大倉正之助（能太鼓）、塩川光二、宮沢克郎、長谷川博久 - ベル・エア・ブラス - ロン・カーター・カルテット ロン・カーター、スティーヴン・スコット、ルイス・ナッシュ、スティーヴン・クローン |                          |  |
| 第10回                                                             | 1999年7月24日（土）  | - 大西順子トリオ 大西順子、米木康志、原大力 - ケニー・バレル・トリオ ケニー・バレル、アキラ・タナ、ルーファス・リード - マーサ三宅と娘たち&フォー・ダンディーズ＋松尾明カルテット - アーチー・シェップ・カルテット アーチー・シェップ、トム・マクラング、ウェイン・ドーケリー、スティーヴ・マクラバン - サウンズ・オブ・ブラックネス |                          |  |
| 第11回                                                             | 2000年7月22日（土）  | - マイク・スターン・バンド マイク・スターン、デニス・チェンバース、リンカーン・ゴーインズ、ボブ・フランセスキー - レイ・ブライアント - 小松亮太&八重奏団 - エリック・アレキサンダー・カルテット エリック・アレキサンダー、ハルロド・メイバーン、ジョー・ファンスワース、ナット・リーブス - 熱帯JAZZ楽団 |                          |  |
| 第12回                                                             | 2001年7月21日（土）  | - TOKU“ビィウイッチング”クインテット - ケニー・ギャレット&チャーネット・モフェット・カルテット ケニー・ギャレット、チャーネット・モフェット、カルロス・マッキーニ、ビリー・キルソン - ノーマン・シモンズ・トリオ＋シンシア・スコット（歌） ノーマン・シモンズ、ライル・アトキンソン、ポール・ハンフリーズ、シンシア・スコット - 藤原清登トリオ&和洋合奏団「活彩あおもり」 - 日野皓正クインテット 日野皓正、多田誠司、石井彰、金澤英明、井上功一 |                          |  |
| 第13回                                                             | 2002年7月20日（土）  | - アキコ・グレース・トリオ アキコ・グレース、安力川大樹、大坂昌彦 - 小沼ようすけクインテット - akiko&松本圭司カルテット - エディ・ヒギンズ・トリオ&スコット・ハミルトン エディ・ヒギンズ、スコット・ハミルトン、スティーヴ・ギルモア、ビル・グッドウィン - モンティ・アレキサンダー レゲエ&ジャズ・バンド モンティ・アレキサンダー、レオン・ダンカン、デワイト・ドウズ、デスモンド・ジョーンズ、リー・オルニス、ロバート・トーマスJR |                          |  |
| 第14回                                                             | 2003年7月19日（土）  | - Sayaトリオ Saya、魚谷のぶまさ、加納樹麻 - スパニッシュ・コネクション 伊藤芳輝、平松加奈、吉見征樹 - ゲイリー・バーツ・ミーツ・KANKAWA - ラベィ・スミス&ジャズ・ブルース・バンド - ジミー・スコット&ザ・エクスプレッションズ ジミー・スコット、ジョン・リーガン、ヒリヤード・グリーン、ドウェイン・ブロードナックス、T・K・ブルー |                          |  |
| 第15回                                                             | 2004年7月24日（土）  | - ワイルド・ウィンド・ビッグ・バンド（八戸市） - MAYA&松尾明 四重奏団 MAYA、松尾明、小林裕、嶌田憲二、キヨシ小林 - ライアン・カイザー グラント・スチュワート五重奏団 - 市民によるピアノ演奏 - 日野皓正クインテット 日野皓正、多田誠司、石井彰、金澤英明、井上功一 - マリーナ・ショウ&デヴィット・ヘイゼルタイン・トリオ マリーナ・ショウ、デヴィット・ヘイゼルタイン、ジェフ・チェンバース、レニー・ロビンソン |                          |  |
| 第16回                                                             | 2005年7月23日（土）  | - マックタックスペシャル - 大隈寿男トリオ&紗野葉子 大隈寿男、吉野光昭、吉岡秀晃、紗野葉子 - 寺井尚子クインテット 寺井尚子、北島直樹、細野よしひこ、成重幸紀、中澤剛 - 市民ピアノ演奏 - ザ・フォー・フレッシュメン&ワイルド・ウィンド・ビッグバンド（八戸市） - ビリー・ヴォーン・ジャズ・オーケストラ&シンガーズ |                          |  |
| 第17回                                                             | 2006年7月22日（土）  | - 矢野沙織カルテット 矢野沙織、今泉正明、上村信、横山和明 - 鈴木勲 鈴木勲、吉田智、森田修史、織原良次、スガ・ダイロー、小松伸之 - 小林佳&スーパークインテット 小林桂、小林洋、松島啓之、安保徹、安力川大樹、田鹿雅弘 - 市民ピアノ演奏 - ニコル・ヘンリー&マイク・オータ・トリオ - ジョージ・コリガン・トリオ・フィーチャリング マーク・ターナー&トニー・ラカトシュ |                          |  |
| 第18回                                                             | 2007年7月21日（土）  | - グレース・マーヤ・カルテット グレース・マーヤ、平岡雄一郎、鳥越啓介、則竹裕之 - ザ・ニューオリンズ・リバイバル・ジャズバンド&バヌー・ギブソン トム・フィッシャー、バズ・パドウェル、ケリー・ルイス、ジェイムス・アルサンダーズ、ロニ・ジョンソン、デビッド・ボーディングハス、グラント・ハリス、バヌー・ギブソン - 市民演奏 - ダスコ・ゴイコヴィッチ・カルテット with 原朋直 ダスコ・ゴイコヴィッチ、ピーター・ミケリッチ、ポール・ギル、ジーン・ジャクソン、原朋直 - 宇崎竜童with大隈寿男クインテット2007&安富祖貴子 宇崎竜童、大隈寿男、川嶋哲郎、太田剣、納谷嘉彦、井上陽介、安富祖貴子 |                          |  |
| 第19回                                                             | 2008年7月19日（土）  | - 八戸工業大学第一高校&第二高校 吹奏楽部 - 市原康トリオwith市原ひかり 市原康、古野光昭、福田重男、市原ひかり - 小山太郎カルテット 小山太郎、田中裕士、生沼邦夫、近藤和彦 - 村田陽一・オーケストラ - MALTAジャズ・クインテット.plus MALTA、布川俊樹、平下政志、ジーン重村、早川哲也 - オルケスタ・デ・ラ・ルス |                          |  |
| 第20回                                                             | 2009年7月25日（土）  | - ※ドミニク・ファリナッチが飛び入り参加 - オープニング 八戸市立中沢中学校ジャズバンド部、川口雷二、ドミニク・ファリナッチ - 川口雷二 The New Big4 - 川口雷二、水橋孝、関根敏之、中村誠一 - 北村英治カルテット&キャロル山崎 北村英治、キャロル山崎、高浜和英、山口雄三、八代邦義 - 日本三大ギタリスト 夢のスーパープレミア・サミット 中牟礼貞則、高橋宏、天野清継、安ヶ川大樹、原大力 - チャリートwithヒップ・ジャズ・キャッツ チャリート、ジョナサン・カッツ、マーク・トゥリアン、セシル・モンロー 飛び入り参加 ドミニク・ファリナッチ - 渡辺貞夫グループ2009 渡辺貞夫、小野塚晃、養父貴、コモブチキイチロウ、則竹裕之、ンジャセ・ニャン                                                                                           | 小川もこ、石岡知華       |  |
| 第21回                                                             | 2010年7月24日（土）  | - 第1部 類家心平 4PIECE BAND - 第2部 リグモール・グスタフソン・トリオ - 第3部 エリック・ミヤシロ EM Band - 第4部 渡辺香津美 JAZZ回帰PROJECT - 第5部 山下洋輔＝向井滋春 スペシャル・セッション |                          |  |
| 第22回                                                             | 2011年7月30日（土）  | - オープニング 類家心平スペシャル・ビッグ・バンド 類家心平、Swingberry Jazz Orchestra、八戸市立中沢中学校ジャズ・バンド部 - 第1部 寺久保エレナ・カルテット 寺久保エレナ、大林武司、中村健吾、Mark Whitfield Jr. - 第2部 平賀マリカ 平賀マリカ、荒武裕一朗、生沼邦夫、力武誠 - 第3部 ファイブ・キャッツ&ウォン・サン Woong San、太田剣、鈴木央紹、Hakuei Kim（金伯英）、日野JINO賢二、大槻“KALTA”英宣 - 第4部 フライド・プライド Shiho（金沢志保）、横田明紀男 - 第5部 日野皓正カルテット 日野皓正、石井彰、須川崇志、田中徳崇 - 第6部 新生! マンハッタン・ジャズ・クインテット デイヴィッド・マシューズ、ウォルター・ホワイト、クリス・ハンター、ジョン・バー、ジミー・マディソン                                                  | 小川もこ、石岡知華       |  |
| 第23回                                                             | 2012年7月28日（土）  | - オープニング 中沢中学校ジャズバンド部&スウィングベリージャズオーケストラ - 第1部 SHINPEI RUIKE 4PIECE BAND＋1 類家心平、中嶋錠二、鉄井孝司、吉岡大輔、田中”Tak"拓也 - 第2部 GRANT STEWART QUARTET グラント・スチュワート、デビット・ヘイゼルタイン、デズロン・ダグラス、フィル・スチュワート - 第3部 寺井尚子カルテット 寺井尚子、北島直樹、店網邦雄、中澤剛 - 第4部 SOIL&"PIMP"SESSIONS 社長(久嶋識史)、元晴(深田元晴)、秋田ゴールドマン(秋田紀彰)、タブゾンビ(椨智紹)、丈青(佐藤丈青)、みどりん(緑川直人) | 小川もこ、石岡知華       |  |
| 第24回                                                             | 2013年7月27日（土）  | - オープニング スウィングベリージャズオーケストラ - 第1部 日景秀徳シックスホーンズバンド＋類家心平 +:日景秀徳、松本茜、若井俊也、木村紘、曽根麻央、中島あきは、馬場智章、野田かじと、張替啓太、類家心平 - 第2部 Tommy's Jellyfish Quartet 冨岡毅志、中島徹、中島かつき、衣笠智英、藤田直哉(友情出演) - 第3部 フライド・プライド Shiho（金沢志保）、横田明紀男 - 第4部 The Vanguard Jazz Orchestra ターニャ・ダービー、グレッグ・ギズバート、ブランドン・リー、スコット・ウェンホルト、ジョン・モスカ、ジェイソン・ジャクソン、ロック・シサローン、ダグラス・パーヴァイアンス、ディック・オーツ、ビリー・ドリュース、リッチー・ペリー、ラルフ・ララマー、フランク・バジール、デイビット・ウォン、ジョン・ライリー、マイケル・ワイス | 小川もこ、石岡知華       |  |
| 第25回                                                             | 2014年7月26日（土）  | - オープニング スウィングベリージャズオーケストラ - 第1部 大和田 慧 大和田慧、吉田智、柴田敏孝、梅沢茂樹、佐々木俊之 - 第2部 寺久保エレナクァルテット 寺久保エレナ、大林武司、中林薫平、平隆 - 第3部 日野皓正 h factor 日野皓正、加藤一平、石井彰、日野賢二、須川崇志、田中徳崇、dj honda - 第4部 TAKE 6 アルヴィン・チーア、デイヴィッド・トーマス、マーク・キブル、ジョーイ・キブル、クロード・マックナイト、クリスチャン・デントリー - 第5部 デイヴィッド・マシューズ・オールスターズ with ギラ・ジルカ デイヴィッド・マシューズ、本田雅人、中川英二郎、類家心平、Ray、波多江健、ギラ・ジルカ | 小川もこ、石岡知華       |  |
| 第26回                                                             | 2015年7月25日（土）  | - オープニング ウィングベリージャズオーケストラ&中沢中学校ジャズバンド部 - 第1部 けもの 青羊、トオイダイスケ、織原良次、吉良創太 - 第2部 THE KANKAWA QUARTET KANKAWA、井上銘、本田珠也、類家心平 - 第3部 フライド・プライド Shiho（金沢志保）、横田明紀男、ガスト・ワルツィング - 第4部 ボビー・コールドウェル ボビー・コールドウェル、マーク・マクミレン、アンドリュー・ニュー、カーライル・バリトウ、ロベルト・バリー、トニー・ムーア - 第5部 寺井尚子クインテット 寺井尚子、佐山雅弘、瀬田川貴、荒山諒、松岡”matzz”高廣 | 小川もこ、石岡知華       |  |
| 第27回                                                             | 2016年7月30日（土）  | - 第一部「Jazz Lady Project」 五十嵐はるみ、遠藤真理子、平松加奈、清水絵理子、若林美佐、東原亜衣 - 第二部 NAOTO NAOTO、松本圭司、熊谷望、HIRAKATSU - 第三部 大西順子トリオ 大西順子、井上陽介、山田玲 - 第四部 日野皓正セクステット 日野皓正、イ・ジョンシク、加藤一平、石井彰、杉本智和、石若駿 - 第五部 リチャード・ボナ リチャード・ボナ、ルドウィッグ・アフォンソ、オスマニー・パレデス、ルイス・キンテーロ、ロベルト・キンテーロ、レイ・アレハンドロ、デニス・エルナンデス | 小川もこ、石岡知華       |  |
| 第28回                                                             | 2017年7月29日（土）  | - オープニング 西園小学校&中沢中学校&デイヴィッド・マシューズwith八戸ジャズ楽団&スウィングベリージャズオーケストラ - 第一部 類家心平 sextet 類家心平、門田"JAW"晃介、中嶋錠二、井上銘、鉄井孝司、吉岡大輔 - 第二部 紗理 quartet 紗理、成田祐一、中林薫平、河村亮 - 第三部 熱帯JAZZ楽団 カルロス菅野ほか - 第四部 渡辺貞夫 Group2017 渡辺貞夫、小野塚晃、養父貴、コモブチキイチロウ、竹村一哲、ンジャセ・ニャン | バードマン幸田、石岡知華 |  |
| 第29回                                                             | 2018年7月28日（土）  | - オープニング 西園小学校&中沢中学校&スウィングベリージャズオーケストラ - 第一部 ビンセント・へリング & エリック・アレキサンダー・ザ・バトル - 第二部 Dock In Absolute - 第三部 泉沢果那ニューオリンズ・ピアノ・カルテット - 第四部 前田憲男トリオ - 第五部 マンハッタン・ジャズ・オーケストラ | 小川もこ、石岡知華       |  |
| 第30回                                                             | 2019年7月27日（土）  | - オープニング 西園小学校ジャズバンド、中沢中学校ジャズバンド部、八戸JAZZ楽団、スウィングベリージャズオーケストラ - 第一部 OBATALA SEGUNDO - 第二部 伊藤君子 with 若井優也トリオ - 第三部 南郷30周年スペシャルバンド David Matthews Nango Super Session - 第四部 渡辺貞夫クインテット2019 | バードマン幸田、石岡知華 |  |
| 2020年～2022年まで開催中止 ※新型コロナウイルス感染症拡大防止のため |                      | |                          |  |
| 第31回                                                             | 2023年7月29日（土）  | - オープニング スウィングベリージャズオーケストラ、中沢中学校ジャズバンド部、馬場葉子トリオ - 第一部 トロピコス - 第二部 ジャミン・ゼブ - 第三部 MALTA ヒット＆ラン with ギラ・ジルカ - 第四部 山下洋輔スペシャルカルテット | バードマン幸田、石岡知華 |  |
| 第32回                                                             | 2024年7月27日（土）  | （前夜祭：南郷ジャズファーム、WILD WIND BIG BAND、泉沢果那ニューオリンズピアノカルテット） - オープニング 中沢中学校ジャズバンド部、スウィングベリージャズオーケストラ - 第一部 泉沢果那ニューオリンズピアノカルテット - 第二部 ユッコ・ミラー - 第三部 類家心平・福盛進也・松永誠剛 - 第四部 佐藤竹善 - 第五部 寺井尚子カルテット | バードマン幸田、石岡知華 |  |
| 第33回                                                             | 2025年7月26日（土）  | （前夜祭：鮫神楽連中 Recommended by 八戸圏域山伏神楽再興委員会、Augusta Summit Band 浪男's DX、David Matthews small big “A” band & 内澤崇仁 (androp)、古屋敷裕大） - オープニング 中沢中学校ジャズバンド部、スウィングベリージャズオーケストラ - 第一部 ROCKIN' QUARTET with 内澤崇仁 (androp) - 第二部 類家心平 5 piece band - 第三部 ケイコ・リー - 第四部 熱帯JAZZ楽団 | 石岡知華                 |  |

### 公式ページ
- 南郷ジャズフェスティバル
- 南郷サマージャズフェスティバル (NangoJazz) - Facebook
- 南郷サマージャズフェスティバル (@nangojazz) - X（旧Twitter）

### その他
- 南郷サマージャズ紹介
- スイングガールズ2004年ライブ１ スイングガールズ2004年ライブ1
- スイングガールズ2004年ライブ2 スイングガールズ2004年ライブ2
- 南郷サマージャズ2006年ニコル・ヘンリー　Nicole Henry